# Чекайте зв'язкового
«Чекайте зв'язкового» — радянський художній фільм 1979 року, знятий на Кіностудії ім. О. Довженка.

## Сюжет
В основі гостросюжетного фільму — перші етапи боротьби партизанських загонів на окупованій фашистами території України. 1941 рік. Партизани посилають на розвідку в окуповане фашистами село свою людину. Той потрапляє в неприємну історію…

## У ролях
- Йосип Джачвліані — Автанділ, Митя
- Світлана Тома — Світлана
- Олександр Денисов — Роман Поліщук
- Отар Коберідзе — командир партизанського загону
- Володимир Талашко — Бєляєв, комісар партизанського загону
- Володимир Чубарєв — Андрійко
- Яніс Мелдеріс — Нетцер, гауптштурмфюрер
- Михайло Голубович — Дмитро, поліцай
- Володимир Абазопуло — партизан
- Олександр Бєліна — партизан
- Іван Бондар — Сергій
- Володимир Бурмістров — німецький офіцер
- Валентин Грудінін — поліцай
- Сергій Дворецький — партизан
- Юрій Дубровін — поліцай
- Іван Матвєєв — Климчук, партизан
- Юрій Мисенков — партизан
- Володимир Олексієнко — Тарас Петрович, зв'язковий партизанського загону
- Віктор Панченко — партизан
- Альберт Пєчніков — німецький офіцер
- Віра Саранова — перекладачка в гестапо
- Наталія Сумська — Марина Карпівна Поліщук, вчителька, дружина Романа
- Олександр Толстих — партизан
- Гогі Чхеїдзе — епізод
- Вілорій Пащенко — Кондратьєв, партизан
- Володимир Кисленко — партизан
- Борис Александров — партизан
- Іван Гузиков — епізод

## Знімальна група
- Режисер-постановник: Отар Коберідзе
- Сценаристи: Юрій Збанацький, Отар Коберідзе, Євген Брюнчугін
- Оператор-постановник: Вілен Калюта
- Художник-постановник: Олександр Вдовиченко
- Композитор: Джансуг Кахідзе
- Звукооператор: Юрій Лавриненко
- Режисер: Вілен Хацкевич
- Оператор: Майя Степанова
- Режисер монтажу: Єлизавета Рибак
- Художник по костюмах: Алла Костенко
- Художники по гриму: В. Гаркавий, Л. Снітко
- Асистент режисера: А. Капацевич
- Асистенти оператора: Богдан Вержбицький, В. Гетя
- Асистент художника: А. Маслов
- Комбіновані зйомки: Микола Шабаєв
- Державний симфонічний оркестр Грузії, диригент — Джансуг Кахідзе
- Редактор: Надія Орлова, С. Князєва
- Директор картини: Дмитро Бондарчук